# Cylloceria trishae
Cylloceria trishae är en stekelart som beskrevs av Ian D. Gauld 1991. Cylloceria trishae ingår i släktet Cylloceria och familjen brokparasitsteklar. Inga underarter finns listade i Catalogue of Life.